# Křetín
Křetín (en allemand : Kschetin) est une commune du district de Blansko, dans la région de Moravie-du-Sud, en République tchèque. Sa population s'élevait à 489 habitants en 2020.

## Géographie
Křetín se trouve à 7 km à l'est-nord-est du centre d'Olešnice, à 25 km au nord-nord-ouest de Blansko, à 42 km au nord-nord-ouest de Brno et à 160 km à l'est-sud-est de Prague.
La commune est limitée par Kněževes et Prostřední Poříčí au nord, par Stvolová au nord-est, par Lazinov et Vranová à l'est, par Sulíkov au sud, et par Rozsíčka et Ústup à l'ouest.

## Histoire
La première mention écrite de la localité date de 1043.